# 트론: 아레스
《트론: 아레스》(영어: Tron: Ares)는 2025년 개봉 예정인 미국의 SF 영화로, 요아킴 뢴닝이 감독을 맡았다. 영화 《트론》 시리즈의 세 번째 작품이자 2010년 영화 《트론: 새로운 시작》의 속편이다.

## 출연진
- 재러드 레토 - 아레스
- 에번 피터스
- 그레타 리
- 조디 터너스미스
- 캐머런 모너핸
- 세라 데자르댕
- 질리언 앤더슨